# 一龍斎貞心
一龍斎 貞心（いちりゅうさい ていしん、1942年8月4日 - ）は、講談協会に所属する講談師。講談協会常任理事。本名∶大友 良雄。

## 経歴
東京都豊島区出身。駒澤大学文学部中退。
1970年2月に六代目一龍斎貞丈に入門。「一龍斎貞司」を名乗る。
1974年4月、二ツ目昇進。
1980年4月、真打昇進。「一龍斎貞心」と改名。
1981年に文化庁芸術祭優秀賞を、2000年に文化庁芸術祭優秀賞を受賞。

## 芸歴
- 1970年2月 - 六代目一龍斎貞丈に入門、「貞司」を名乗る。
- 1974年4月 - 二ツ目昇進。
- 1980年4月 - 真打昇進、「貞心」と改名。

## 受賞歴
- 1981年 - 文化庁芸術祭優秀賞
- 2000年 - 文化庁芸術祭優秀賞

## 弟子

### 真打
- 一龍斎貞寿

### 二ツ目
- 一龍斎貞奈
- 一龍斎貞司

### 前座
- 一龍斎貞介
- 一龍斎貞昌

### 廃業
- 一龍斎貞駿
- 一龍斎貞秀
- 一龍斎貞仙
- 一龍斎貞二